# 荃灣站公共運輸交匯處

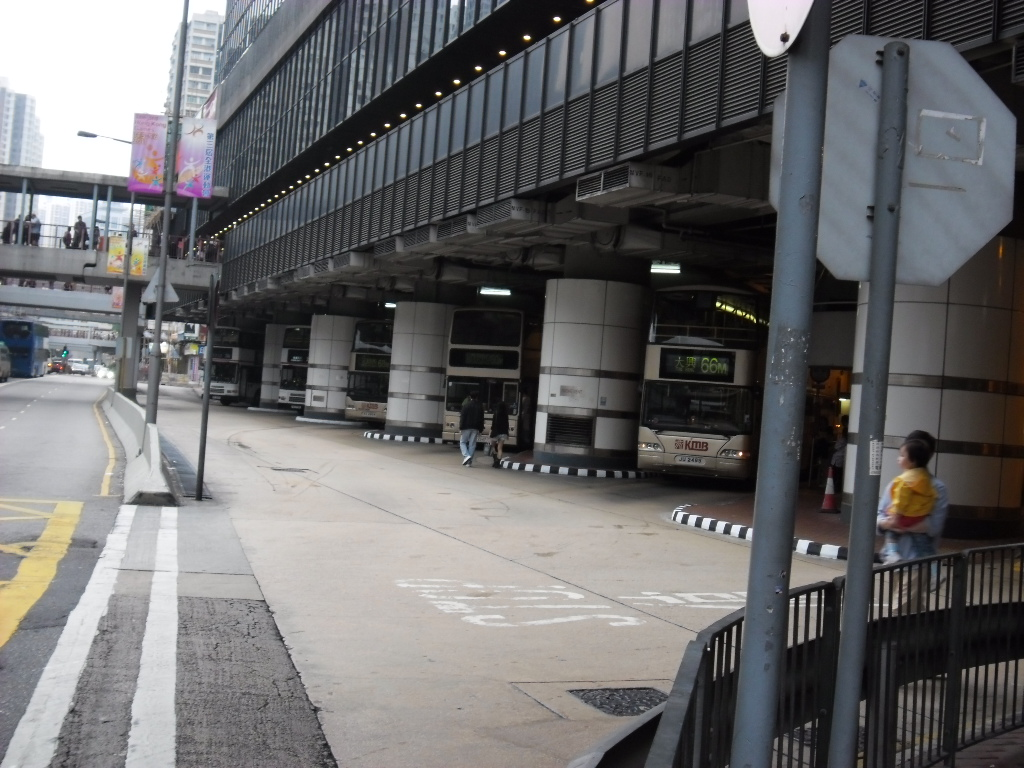
荃灣站公共運輸交匯處，從地面看（日景）

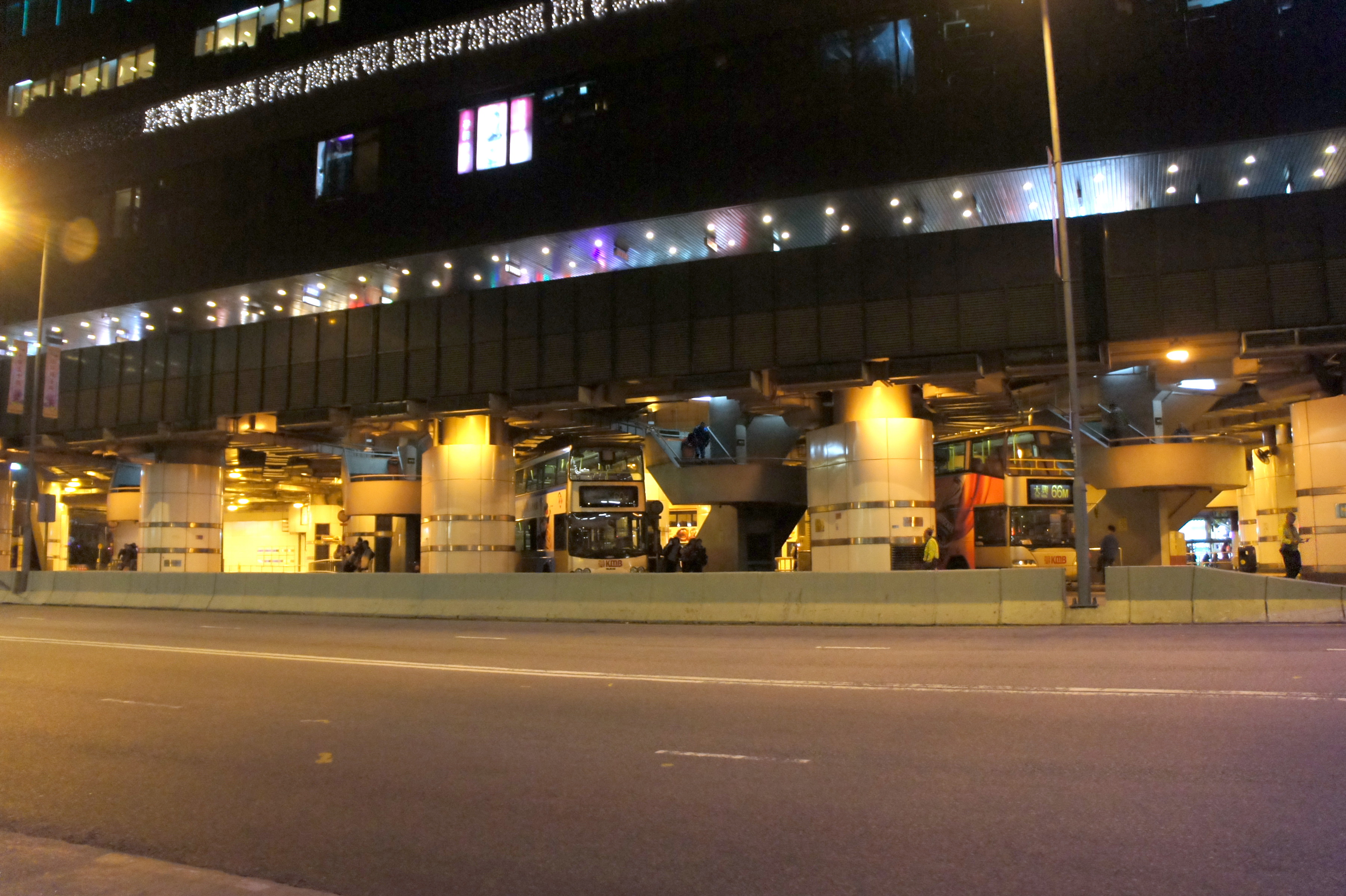
荃灣站公共運輸交匯處，從地面看（夜景）

荃灣站公共運輸交匯處（英語：Tsuen Wan Station Public Transport Interchange）是香港的一個公共運輸交匯處，位於荃灣南豐中心地下，鄰近港鐵荃灣站，在1982年5月落成。荃灣站公共運輸交匯處上蓋為由南豐發展集團全權擁有及管理的大型購物商場及寫字樓大廈南豐中心，現有10條路線以此作為總站。雖然251M線在2014年10月4日起以「荃灣站」為終站，但實際上並非停靠此站，而是在附近的荃錦中心為終點站。

## 歷史
- 1982年5月16日：正式啟用，只有60M及66M以此為總站。
  - 66M線為配合荃灣綫全線通車而縮短至荃灣地鐵站。
  - 60M線為配合荃灣綫全線通車而投入服務。
- 1982年10月18日：68M線投入服務。
- 1983年9月25日：59M線投入服務。
- 1984年2月6日：39M線為配合荃灣綫全線通車而縮短至荃灣地鐵站。
- 1988年2月15日：41M線投入服務。
- 1988年8月30日：38M線投入服務。
- 1989年10月10日：38M線改稱238M線。
- 1990年11月10日：243M線投入服務。
- 1991年11月25日：41P線投入服務。
- 1993年2月15日：66P線投入服務。
- 1993年10月15日：261M線投入服務。
- 1994年7月22日：261P線投入服務。
- 1995年：261P線改稱262P線。
- 1998年7月12日：243M線配合愉景新城巴士總站啟用遷往該處。
- 1998年9月14日：259E線投入服務。
- 2003年12月28日：配合荃灣地鐵站巴士總站通風改善工程，39M線改為循環運作，不再以此為總站。
- 2006年10月17日：皇崗過境巴士荃灣線每晚 2300 - 0600 班次遷往荃灣站公共運輸交匯處。
- 2014年10月11日：配合屯門區巴士路綫重組，60M線延長至屯門站，66P線取消服務[1]。
- 2022年5月16日：41M線延長至青衣碼頭，41P線取消服務。
- 2022年6月26日：66M線遷往如心廣場，往屯門方向仍以此站為中途站。
- 2022年7月4日：61P線投入服務。

## 總站路線資料（巴士）
在現稱西鐵線的九廣西鐵通車前，荃灣站為兩鐵系統中最接近新界西之總站，因此以荃灣站為總站的巴士線大多為新界西居民接駁地鐵之用，亦有部份為青衣及荃灣區內其他地區提供地鐵接駁服務。

### 九龍巴士41M線
- 青衣碼頭 ↔ 荃灣站

本線提供翠怡花園、青衣邨及長安邨來往荃灣的巴士服務，於1988年2月15日起投入服務。

### 九龍巴士59M線
- 屯門碼頭 ↔ 荃灣站
- 悅湖山莊→荃灣站
- 新屯門中心→荃灣站

本線提供屯門南、新屯門中心及龍門居來往港鐵荃灣站的接駁巴士服務，於1983年9月25日起投入服務。

### 九龍巴士60M線
- 屯門站 ↔ 荃灣站

本線提供屯門市中心、友愛邨、安定邨及兆麟苑來往港鐵荃灣站的接駁巴士服務，於1982年5月16日起投入服務。

### 九龍巴士61P線
- 掃管笏 ↔ 荃灣站

本線提供掃管笏及大欖涌來往港鐵荃灣站的接駁巴士服務，於2022年7月4日起投入服務，只於星期一至五上、下午繁忙時間服務。

### 九龍巴士68M線
- 荃灣站 ↔ 元朗（西）

本線提供元朗市中心來往荃灣市中心的巴士服務，於1982年10月18日起投入服務。

### 九龍巴士238M線
- 海濱花園 ↔ 荃灣站

本線提供海濱花園及橫龍街工業區來往沙咀道及港鐵荃灣站的接駁地鐵巴士服務，原名38M，於1988年8月30日起投入服務。

### 九龍巴士259E線
- 屯門（龍門居） → 荃灣站

本線提供屯門龍門居往荃灣的晨早接駁港鐵巴士服務，於1998年9月14日起投入服務，袛於平日上午繁忙時間提供服務。

### 九龍巴士N36線
- 荃灣站 ↺ 梨木樹

本線提供荃灣市中心來往石圍角邨及梨木樹邨之服務。於2015年12月29日投入服務，只於每日凌晨1-2點開出。值得一提的是，本線和N39線是同一天投入服務。

### 九龍巴士N39線
- 荃灣站 ↺ 荃威花園

本線提供荃灣市中心往返荃景圍之服務。於2015年12月29日投入服務，只於每日凌晨1-2點開出。值得一提的是，本線和N36線是同一天投入服務。

### 九龍巴士N43線
- 荃灣站 → 長宏

本線提供荃灣往返青衣之服務。於1994年2月10日投入服務，原名43S。只於農曆新年期間開出。

## 總站路線資料（過境巴士）

### 皇崗過境巴士荃灣線
- 荃灣站／荃灣（愉景新城） ↔ 皇崗口岸

本線提供荃灣來往皇崗口岸的24小時過境巴士服務，於2004年8月16日起投入服務，袛於每晚 2248 - 0600 以荃灣站公共運輸交匯處為總站。

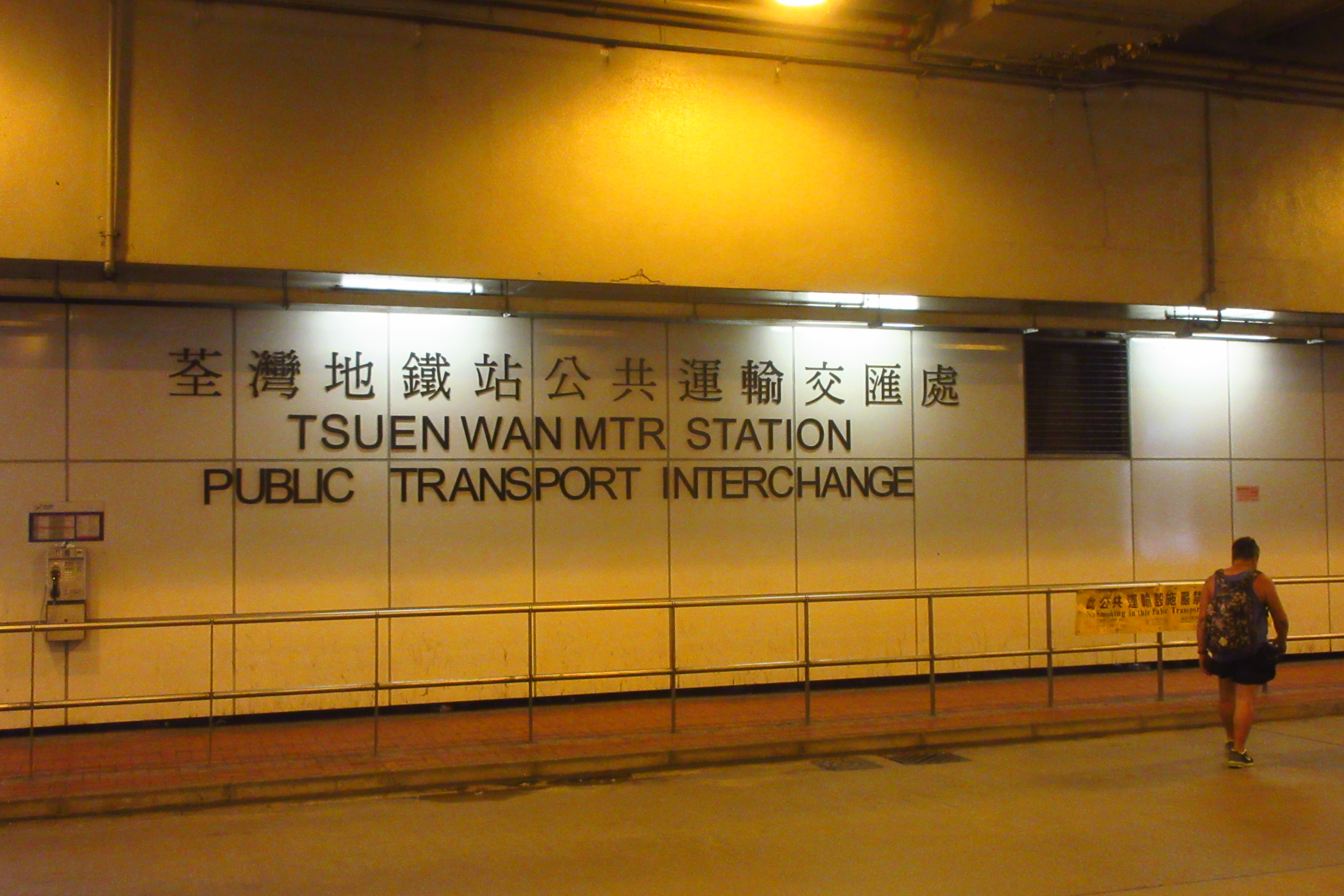
name sign

## 途經路線資料（巴士）

### 九龍巴士66M線
- 屯門（大興邨） ↔ 荃灣（如心廣場）

本線提供大興邨、山景邨、屯門工業區來往荃灣的巴士服務，於1980年5月6日起投入服務，只限往大興邨方向途經此站。

## 過往路線資料
- 九龍巴士41P線（已取消）
- 九龍巴士42M線（已延長至愉景新城）
- 九龍巴士64M線（已取消）
- 九龍巴士66P線（已取消）
- 九龍巴士66M線 （已延長至如心廣場）
- 九龍巴士243M線（已延長至愉景新城）
- 九龍巴士261M線（已取消）
- 九龍巴士262P線（已取消）
- 九龍巴士N60線（已沒有再提供服務）

## 外部連結
- 九巴 （页面存档备份，存于）